# Grattavache
Grattavache (toponimo francese) è una frazione di 236 abitanti del comune svizzero di La Verrerie, nel Canton Friburgo (distretto della Veveyse).

## Storia

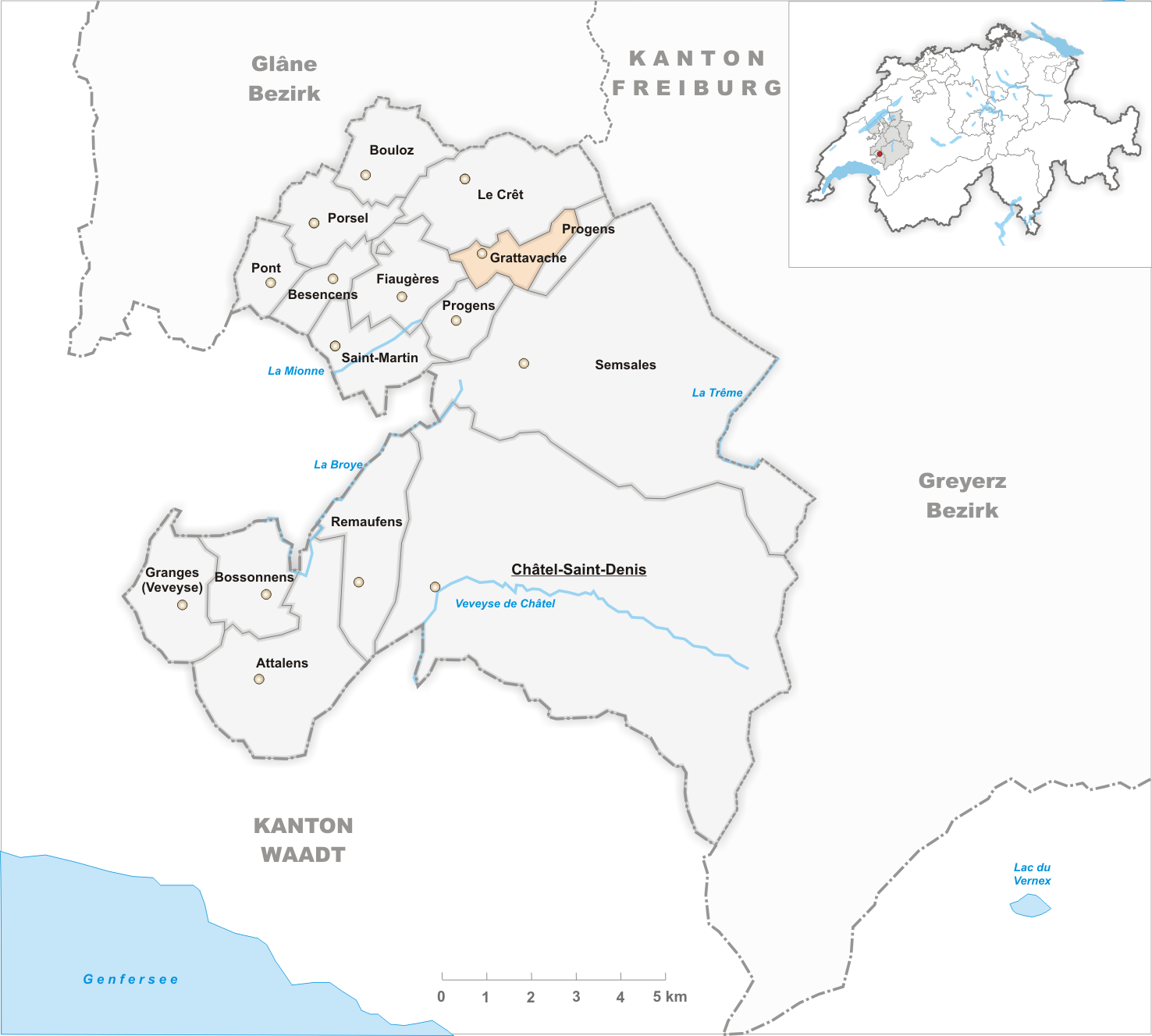
Il territorio del comune di Grattavache prima degli accorpamenti comunali del 2004

Già comune autonomo, il 1º gennaio 2004 è stato accorpato agli altri comuni soppressi di Le Crêt e Progens per formare il nuovo comune di La Verrerie.

## Società

### Evoluzione demografica
L'evoluzione demografica è riportata nella seguente tabella:
Abitanti censiti

## Amministrazione
Ogni famiglia originaria del luogo fa parte del comune patriziale che ha la responsabilità della manutenzione di ogni bene comune.